# Unaysaurus
Unaysaurus („ještěr od černé vody“) byl rod vývojově starobylého, po čtyřech i po dvou se pohybujícího býložravého sauropodomorfa z čeledi Plateosauridae, který žil asi před 227 až 209 milióny let (svrchní trias) na území dnešní Brazílie (Geopark Paleorrota). Zkameněliny dinosaura byly objeveny v roce 1998, formální popis byl publikován roku 2004. V roce 2023 byly popsány fosilní pozůstatky dalšího exempláře, podstatně menšího než holotyp. Jedná se o mládě s prvním metatarzálem o délce necelých 4,2 cm (oproti holotypu se stejnou kostí měřící 7,6 cm).

## Popis
Unaysaurus měřil v dospělosti asi 2,5 metru na délku a 80 cm na výšku v kyčlích. Dosahoval odhadované hmotnosti asi 70 kilogramů, byl tedy menším druhem. Patří také k nejranějším známým dinosaurům, i když ne k těm úplně nejstarším (ti byli ještě asi o 5 milionů let starší).
Blízce příbuznými rody jsou taxony Plateosaurus, Macrocollum a Issi.